# Wilhelm Pook

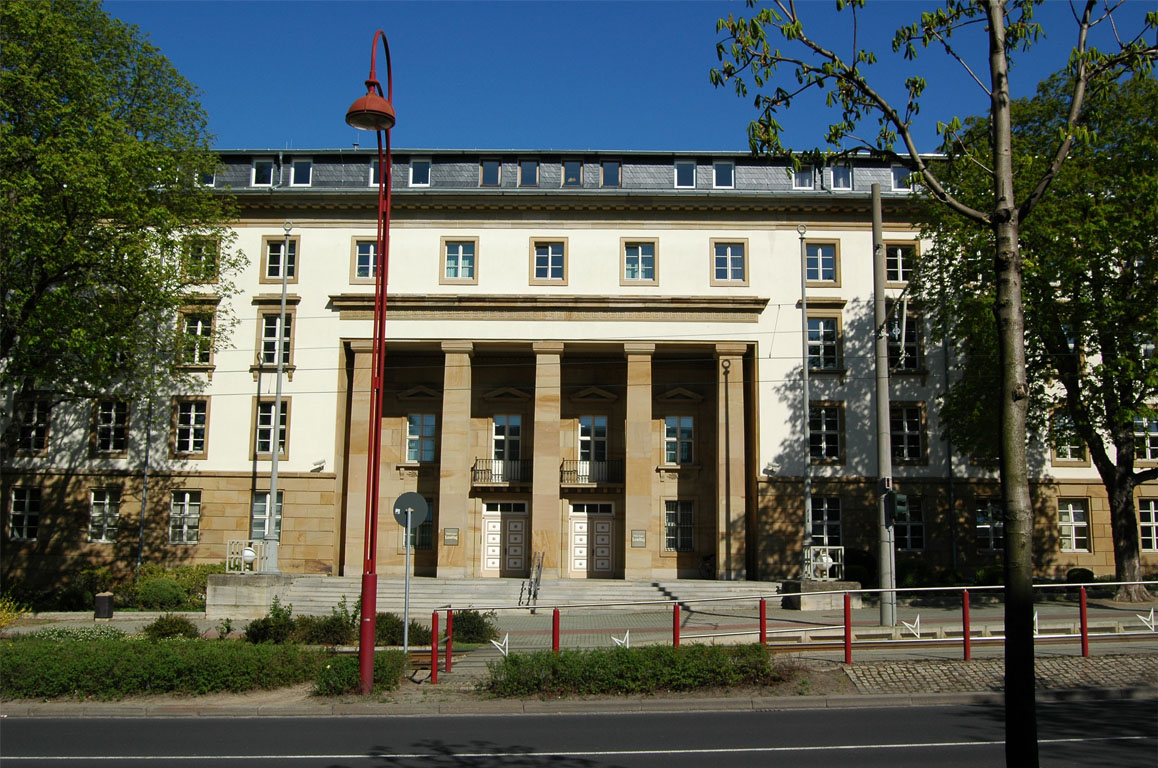
Das ehemalige preußische Regierungsgebäude in Erfurt (1936–1939), jetzt Fraktionsgebäude des Thüringer Landtags

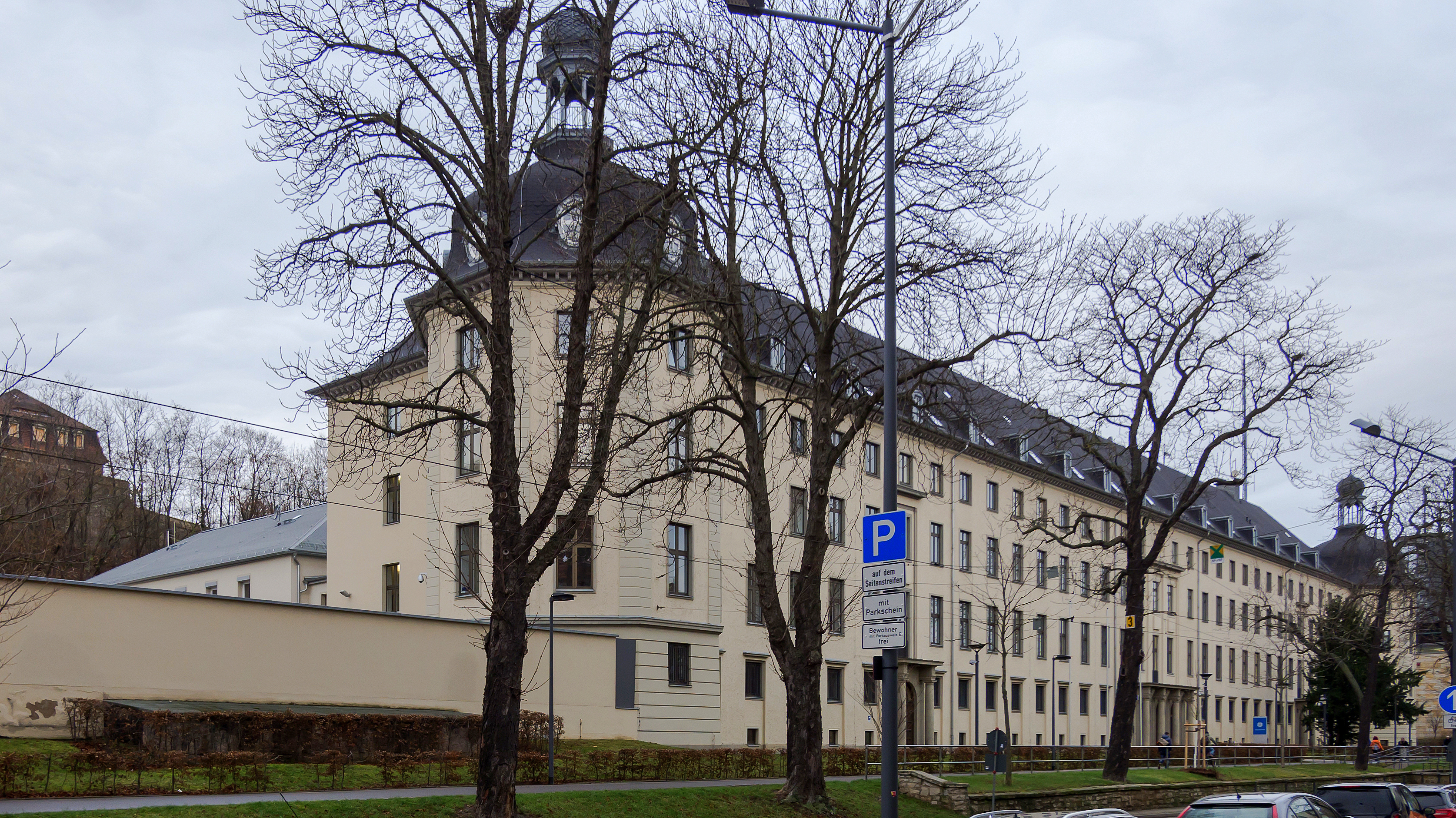
Erweiterungsbau für das Landgericht Erfurt (1937–1939), jetziges Gebäude der Landespolizeidirektion Thüringen

Wilhelm Pook (* 17. September 1905 in Sieber im Harz; † 15. Dezember 1993 in Hannover) war ein deutscher Architekt, Landesplaner und Baubeamter.

## Leben und Werk
Wilhelm Pook wuchs als Sohn eines Lehrers im Dorf Sieber im Landkreis Osterode am Harz auf. Er studierte Architektur an der Technischen Hochschule Hannover. Nach dem Studium war er mehrere Monate arbeitslos und dann mit kleineren Bauaufgaben beschäftigt.
1930 bekam Pook eine Stelle als Regierungsbauführer (Referendar im öffentlichen Bauwesen) beim Bau des Regierungsgebäudes in Oppeln in Oberschlesien. Anschließend legte er in Berlin das zweite Staatsexamen ab und wurde 1933/34 als Regierungsbaumeister (Assessor) in den preußischen Staatsdienst übernommen. 1935 wurde er nach Erfurt versetzt, um an der heutigen Arnstädter Straße ein Bürogebäude zur „Unterbringung der durch die Wehrmacht verdrängten Staatspolizeidienststelle Erfurt und verschiedener in der Stadt verstreuter Geschäftsstellen der Regierung und Behördenteile in einem geschlossenen Bau“ zu planen und zu bauen. Pook konzipierte eine monumentale Anlage in preußisch-klassizistischem Stil, der seit Ernennung Albert Speers zum Generalbauinspektor für die Reichshauptstadt die offizielle Leitlinie war, und kümmerte sich auch bis ins Detail um die Ausführung. Zum 1. Mai 1937 trat Pook der NSDAP bei (Mitgliedsnummer 5.673.495). Von 1937 bis 1939 errichtete er den Erweiterungsbau für das Landgericht Erfurt. Der neobarocke Bau an der Andreasstraße diente von Ende der 1950er Jahre bis 1990 als Bezirksverwaltung des Ministeriums für Staatssicherheit der DDR und ist heute das Gebäude der Landespolizeidirektion Thüringen. 1942 bekam er das Angebot, im Rahmen der Umgestaltung Berlins zur „Welthauptstadt Germania“ das „Kolonialministerium“ an der Nord-Süd-Achse zu bauen, was er aber ablehnte. Er wechselte nach Hannover und wurde Generaldezernent für Raumordnung bei der Bezirksregierung.
1945 kehrte Pook aus US-amerikanischer Kriegsgefangenschaft nach Hannover zurück und war bis etwa 1970 Dezernent für Landesplanung und Wohnungswesen im Sozialministerium des neugebildeten Landes Niedersachsen.

## Bauten (Auswahl)
- 1929: Mitarbeit am Bau des Amtsgerichts in Pyritz, Hinterpommern
- 1930: Mitarbeit am Bau des Regierungsgebäudes in Oppeln
- 1936–1939: Regierungsgebäude in Erfurt, heute Fraktionsgebäude des Thüringer Landtags (zusammen mit Arthur Reck u. a.)[2]
- 1938–1939: Erweiterungsbau für das Amts- und Landgericht Erfurt, heute Gebäude der Landespolizeidirektion Thüringen, Andreasstraße 38

## Auszeichnungen
- Großes Bundesverdienstkreuz